# Weltrekorde im Geschwindigkeitsskifahren
Die Weltrekorde im Geschwindigkeitsskifahren sind die höchsten erreichten Geschwindigkeiten in dieser Sportart. Der Internationale Skiverband (FIS) führt keine offiziellen Rekordlisten, allerdings werden die Rekorde von einigen nationalen Verbänden anerkannt. Die Weltrekorde sind in verschiedene Klassen unterteilt und werden getrennt für Männer und Frauen geführt. Die schnellste Klasse, in der es die wenigsten Reglementierungen gibt, trägt die Bezeichnung Kilomètre Lancé (KL) oder Speed One (SO). Daneben gibt es noch die Production- oder Downhill-Klasse, in der nach von der FIS festgelegten Regeln nur  mit Serien-Abfahrtski und Serien-Rennanzügen gefahren werden darf. Weltweit gibt es nur sehr wenige Strecken, die steil genug sind, um einen Weltrekord aufzustellen. Neben der richtigen Strecke sind auch optimale Wetter- und Schneebedingungen nötig, um einen neuen Weltrekord zu erzielen. 

## Aktuelle Weltrekorde

### Männer
| Disziplin            | Sportler           | Nation     | Geschwindigkeit | Jahr | Ort      |
| -------------------- | ------------------ | ---------- | --------------- | ---- | -------- |
| Kilomètre Lancé (KL) | Simon Billy        | Frankreich | 255,500 km/h    | 2023 | Vars     |
| KL Junioren          | Ivan Origone       | Italien    | 250,700 km/h    | 2006 | Les Arcs |
| KL Senioren (Ü40)    | Philippe Goitschel | Frankreich | 250,700 km/h    | 2002 | Les Arcs |
| Production           | Gregory Meichtry   | Schweiz    | 211,020 km/h    | 2014 | Vars     |
| Behinderung          | Michael Milton     | Australien | 213,650 km/h    | 2006 | Les Arcs |
| Monoski              | Xavier Cousseau    | Frankreich | 212,260 km/h    | 2006 | Les Arcs |
| Snowboard            | Edmond Plawczyk    | Schweiz    | 203,275 km/h    | 2015 | Vars     |
| Skibob               | Romuald Bonvin     | Schweiz    | 204,430 km/h    | 2006 | Les Arcs |
| Snowscoot            | Corentin Desbois   | Frankreich | 168,382 km/h    | 2017 | Vars     |
| Mountainbike         | Eric Barone        | Frankreich | 227,720 km/h    | 2017 | Vars     |

### Frauen
| Disziplin            | Sportler          | Nation  | Geschwindigkeit | Jahr | Ort  |
| -------------------- | ----------------- | ------- | --------------- | ---- | ---- |
| Kilomètre Lancé (KL) | Valentina Greggio | Italien | 247,083 km/h    | 2016 | Vars |
| Production           | Valentina Greggio | Italien | 202,576 km/h    | 2013 | Vars |
| Monoski              | Patty Moll        | Schweiz | 145,000 km/h    |      |      |

## Weltrekordentwicklung KL

### Männer
| Disziplin | Sportler                           | Nation                 | Geschwindigkeit | Jahr | Ort        |
| --------- | ---------------------------------- | ---------------------- | --------------- | ---- | ---------- |
| 1         | Gustav Lantschner                  | Österreich             | 105,675 km/h    | 1930 | St. Moritz |
| 2         | Leo Gasperl                        | Österreich             | 136,600 km/h    | 1932 | St. Moritz |
| 3         | Zeno Colò                          | Italien                | 159,292 km/h    | 1947 | Cervinia   |
| 4         | Edoardo Agreiter                   | Italien                | 160,714 km/h    | 1959 | Sestriere  |
| 5         | Luigi Di Marco                     | Italien                | 163,265 km/h    | 1960 | Cervinia   |
| 6         | Alfred Planger                     | Italien                | 168,224 km/h    | 1963 | Cervinia   |
| 7         | Dick Dorworth Charles Bird Vaughan | Vereinigte Staaten     | 171,428 km/h    | 1963 | Portillo   |
| 8         | Luigi Di Marco                     | Italien                | 174,757 km/h    | 1964 | Cervinia   |
| 9         | Masaru Morishita                   | Japan                  | 183,392 km/h    | 1970 | Cervinia   |
| 10        | Alessandro Casse                   | Italien                | 184,143 km/h    | 1971 | Cervinia   |
| 11        | Alessandro Casse                   | Italien                | 184,237 km/h    | 1973 | Cervinia   |
| 12        | Steve McKinney                     | Vereinigte Staaten     | 189,473 km/h    | 1974 | Cervinia   |
| 13        | Pino Meynet                        | Italien                | 194,384 km/h    | 1975 | Cervinia   |
| 14        | Tom Simmons                        | Vereinigte Staaten     | 194,489 km/h    | 1976 | Cervinia   |
| 15        | Steve McKinney                     | Vereinigte Staaten     | 195,200 km/h    | 1977 | Portillo   |
| 16        | Steve McKinney                     | Vereinigte Staaten     | 195,975 km/h    | 1977 | Cervinia   |
| 17        | Steve McKinney                     | Vereinigte Staaten     | 200,222 km/h    | 1978 | Portillo   |
| 18        | Steve McKinney                     | Vereinigte Staaten     | 201,230 km/h    | 1982 | Les Arcs   |
| 19        | Franz Weber                        | Österreich             | 203,916 km/h    | 1982 | Silverton  |
| 20        | Franz Weber                        | Österreich             | 208,092 km/h    | 1983 | Silverton  |
| 21        | Franz Weber                        | Österreich             | 208,937 km/h    | 1984 | Les Arcs   |
| 22        | Graham Wilkie                      | Vereinigtes Königreich | 212,514 km/h    | 1987 | Les Arcs   |
| 23        | Michael Prufer                     | Monaco                 | 217,680 km/h    | 1987 | Portillo   |
| 24        | Michael Prufer                     | Monaco                 | 223,741 km/h    | 1988 | Les Arcs   |
| 25        | Michael Prufer                     | Frankreich             | 229,299 km/h    | 1992 | Les Arcs   |
| 26        | Philippe Goitschel                 | Frankreich             | 233,610 km/h    | 1993 | Les Arcs   |
| 27        | Jeffrey Hamilton                   | Vereinigte Staaten     | 241,448 km/h    | 1995 | Vars       |
| 28        | Philippe Billy                     | Frankreich             | 243,902 km/h    | 1997 | Vars       |
| 29        | Harry Egger                        | Österreich             | 248,105 km/h    | 1999 | Les Arcs   |
| 30        | Philippe Goitschel                 | Frankreich             | 250,700 km/h    | 2002 | Les Arcs   |
| 31        | Simone Origone                     | Italien                | 251,400 km/h    | 2006 | Les Arcs   |
| 32        | Simone Origone                     | Italien                | 252,454 km/h    | 2014 | Vars       |
| 33        | Simone Origone                     | Italien                | 252,632 km/h    | 2015 | Vars       |
| 34        | Ivan Origone                       | Italien                | 254,958 km/h    | 2016 | Vars       |
| 35        | Simon Billy                        | Frankreich             | 255,500 km/h    | 2023 | Vars       |

### Frauen
| Disziplin | Sportler               | Nation             | Geschwindigkeit | Jahr | Ort       |
| --------- | ---------------------- | ------------------ | --------------- | ---- | --------- |
| 1         | Christl Staffner       | Österreich         | 143,027 km/h    | 1964 | Cervinia  |
| 2         | Catherine Breyton      | Frankreich         | 169,332 km/h    | 1980 | Silverton |
| 3         | Annie Breyton          | Frankreich         | 175,353 km/h    | 1982 | Les Arcs  |
| 4         | Marti Martin-Kuntz     | Vereinigte Staaten | 190,375 km/h    | 1983 | Les Arcs  |
| 5         | Melissa Dimino         | Vereinigte Staaten | 200,780 km/h    | 1984 | Les Arcs  |
| 6         | Jacqueline Blanc       | Frankreich         | 201,005 km/h    | 1987 | Les Arcs  |
| 7         | Tarja Mulari           | Finnland           | 214,413 km/h    | 1988 | Les Arcs  |
| 8         | Tarja Mulari           | Finnland           | 219,245 km/h    | 1992 | Les Arcs  |
| 9         | Karine Dubouchet Revol | Frankreich         | 225,000 km/h    | 1995 | Vars      |
| 10        | Karine Dubouchet Revol | Frankreich         | 225,140 km/h    | 1996 | Vars      |
| 11        | Karine Dubouchet Revol | Frankreich         | 225,766 km/h    | 1996 | Les Arcs  |
| 12        | Carolyn Curl           | Vereinigte Staaten | 231,660 km/h    | 1997 | Vars      |
| 13        | Karine Dubouchet Revol | Frankreich         | 234,528 km/h    | 1999 | Les Arcs  |
| 14        | Karine Dubouchet Revol | Frankreich         | 242,260 km/h    | 2002 | Les Arcs  |
| 15        | Sanna Tidstrand        | Schweden           | 242,590 km/h    | 2006 | Les Arcs  |
| 16        | Valentina Greggio      | Italien            | 247,083 km/h    | 2016 | Vars      |